# 中国人民解放军东部战区陆军前线文工团
中国人民解放军东部战区陆军前线文工团，位于江苏省南京市。是中国人民解放军东部战区陆军政治工作部直属单位。

## 沿革
前线文工团的前身可追溯至1938年成立的新四军军部战地服务团及此后在所属部队中建立的“前线”、“抗敌”、“拂晓”、“淮南大众”等剧团。经过抗日战争、第二次国共内战，在内战末期发展为华东军区第三野战军文工一团、二团。1955年5月1日，由中华人民共和国国防部正式命名为中国人民解放军前线歌舞团、中国人民解放军前线话剧团、中国人民解放军前线歌剧团。后经多次重组更名。2004年10月，前线歌舞团、前线话剧团与原南京军区政治部文艺创作室合并，整编为中国人民解放军南京军区政治部文工团（中国人民解放军南京军区前线文工团，对外也可称金陵文工团），隶属中国人民解放军南京军区政治部。2015年底，在深化国防和军队改革中，转隶中国人民解放军东部战区陆军，成为中国人民解放军东部战区陆军前线文工团，隶属中国人民解放军东部战区陆军政治工作部。2016年1月，中央军委宣布军队体制编制调整改革，前线文工团成为待整编单位。
2017年7月13日，前线文工团举办了为中国人民解放军建军九十周年创编的《人民军队忠于党》晚会。随后该团携该晚会到福建省福州市的中国人民解放军东部战区陆军机关和部队演出。这是前线文工团的谢幕演出。随后前线文工团面临撤销。
2018年9月28日，中国人民解放军东部战区陆军在前线文工团召开军人大会，宣布原东部战区陆军前线文工团圆满完成历史使命，正式退出解放军序列，撤销建制，除少部分人员分流至中国人民解放军文化艺术中心文艺部外，所属其他现役军人全部退役、文职人员全部解聘。9月30日下午，南京军区前线文工团的牌子从大门口摘下。
前线文工团原驻地位于玄武区卫岗55号。2024年前线文工团大院被南京钟山红集商管公司接手后，改造为文化商业街区“前线大院”。

## 历任领导
中国人民解放军南京军区政治部文工团
| 团长 - 应志琪 大校（2004年—2010年） - 方鸣 大校（2010年—2016年） | 政治委员 - 黄继胜 大校（2004年—2012年） - 周建华 大校（2012年—2016年） |

中国人民解放军东部战区陆军前线文工团
| 团长 - 李春燕（2016年—2018年9月28日） | 政治委员 - 温松华（2016年—2018年9月28日） |

## 代表剧目

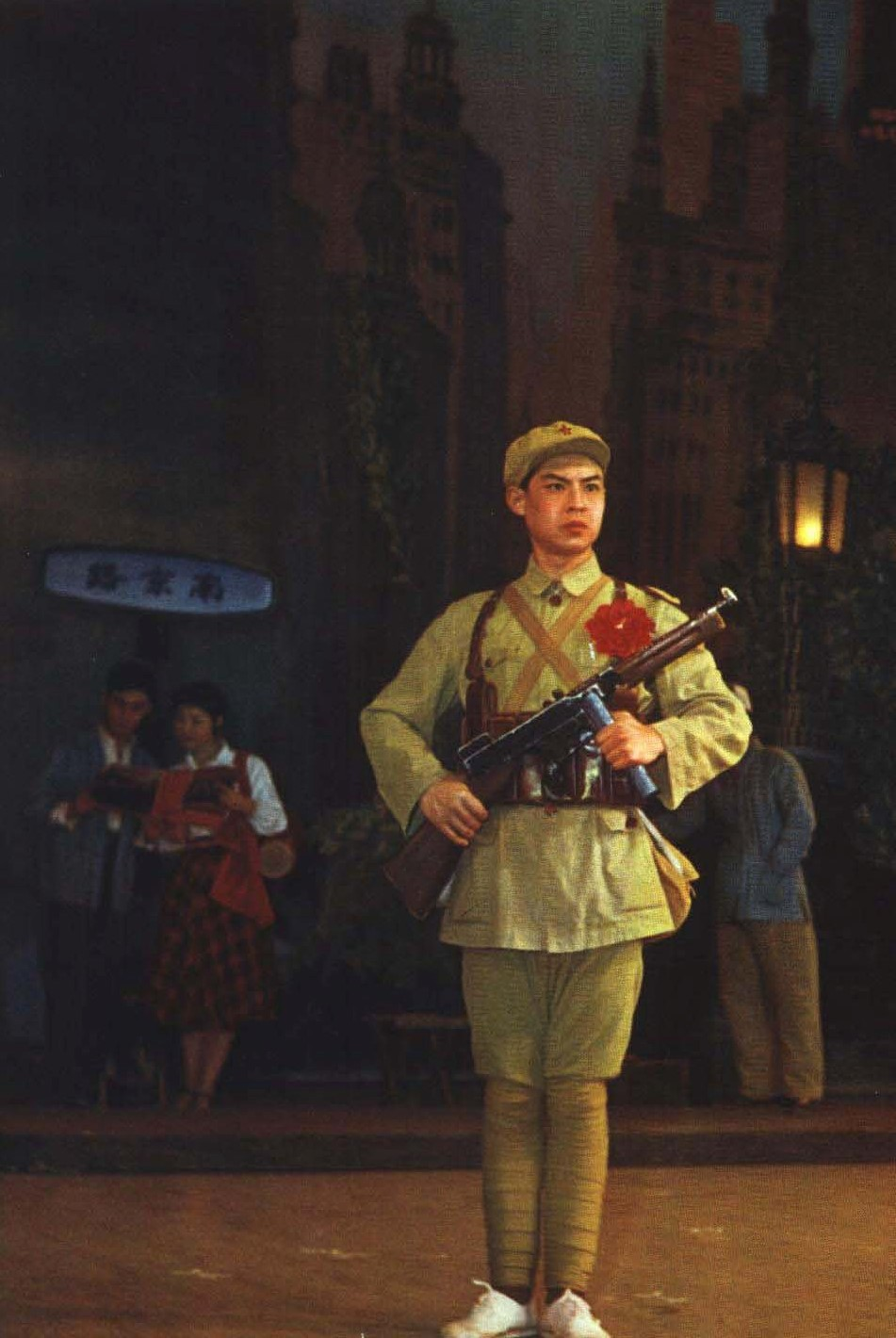
1964年话剧-霓虹灯下的哨兵於畫報上

- 话剧：《东进序曲》、《霓虹灯下的哨兵》、《“厄尔尼诺”报告》、《虎踞钟山》、《马蹄声碎》、《星火燎原》、《陀螺山一号》、《小平小道》[1][2]、《抗天歌》[11]（创作的剧目和作品搬上银幕的有：《南征北战》、《柳堡的故事》、《哥俩好》、《布谷鸟又叫了》、《第二个春天》等[2]）
  - 1963年11月29日，毛泽东观看话剧《霓虹灯下的哨兵》指出：话剧是最有生命力的，是最能反映现实的。1998年1月，江泽民观看话剧《虎踞钟山》后赞赏道：“话剧是其他艺术形式不可替代的，它对观众具有相当的吸引力。”[2]
- 舞蹈：《丰收歌》、《黄河魂》、《小城雨巷》、《再见吧，妈妈》、《决胜千里》、《小小水兵》、《天边的红云》、《同行》、《石头·女人》、《庭院深深》[1][2]
- 舞剧：《妈祖》（大型舞蹈诗）、《牡丹亭》（大型舞剧）[1][2]
- 歌曲：《中国中国，鲜红的太阳永不落》、《小草》、《战士的第二故乡》、《当兵的历史》、《响当当的连队呱呱叫的兵》、《时刻准备着》、《茉莉花》、《太湖美》、《莫愁，莫愁》、《走进新时代》[1][2]
- 歌剧：《红霞》、《芳草心》[2]
- 大型组歌：《淮海战役组歌》[2]
- 音乐剧：《海风吹来》[11]
- 苏州评弹：《迎新曲》、《血桃花》[2]
- 山东快书：《李三宝比武》[2]
- 相声：《班代表》、《五味情》[2]
- 电视剧：《豫东之战》、《上将许世友》、《狼烟》、《井冈山》、《决战南京》、《利剑》、《DA师》、《我的兄弟叫顺溜》、《陆军一号》、《我是特种兵》系列[1][2]、《闪闪的红星》、《江塘集中营》、《霓虹灯下的哨兵》、《沧海英雄》（原名《旋风暴》）、《追日》、《虎踞钟山》、《翁同和》、《神秘人质》、《与狼共舞》、《与狼共舞2》、《飘帅》、《铁核桃》、《特警力量》[11]
- 电影：《战狼》（2015年）[1]、《枊堡的故事》、《情感意外》、《栖霞寺1937》、《东进序曲》、《霓虹灯下的哨兵》[11]

## 知名人物
- 剧作家：沈亚威、沈西蒙、向彤、姚远[1]、刘川、杨履方、顾宝璋、白文、漠雁、俞冠潮、蒋晓勤、邓海南、邵钧林、嵇道青[6]
- 舞蹈编导：黄素嘉、应志琪、苏时进、王勇、陈慧芬、吕玲、李春燕[1]
- 影视编导：石岩、李洛平、张哲、潘西平、沈默君、李传弟、梁泉、王维、郑方南、刘猛[6]
- 词曲作家：何仿、朱南溪、任红举、贺东久、吴国平、李峰、印青、王祖皆、张卓亚[1]
- 歌唱家：毛阿敏、葛军、程桂兰、朱虹、孙青、房新华[1]
- 影视演员：宫子丕、徐林格、刘鸿声、吴斌、周到、王林佳、张宪、文卜东、陈国典、程建勋、侯勇、范明、于和伟、陶慧敏、郭广平、侯夢莎[1]、陶玉玲、高兰村、宁晓志、梅婷、杨洋[6]、刘涛[12]
- 曲艺演员：尹卓林、韩兰成、杨鲁平、陈峰、徐林达、王伊冰、蔡小华[6]